# Camptomyia flavocinerea
Camptomyia flavocinerea är en tvåvingeart som beskrevs av Panelius 1965. Camptomyia flavocinerea ingår i släktet Camptomyia och familjen gallmyggor. Arten är reproducerande i Sverige. Inga underarter finns listade i Catalogue of Life.